# Lijst van trainers van Celtic FC
Deze lijst omvat de voetbalcoaches die de Schotse club Celtic FC hebben getraind vanaf 1897 (voor zover bekend) tot op heden.

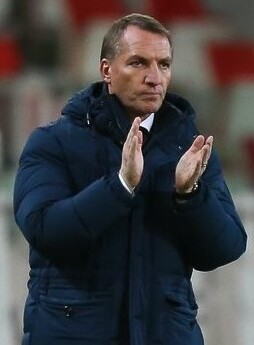
Brendan Rodgers

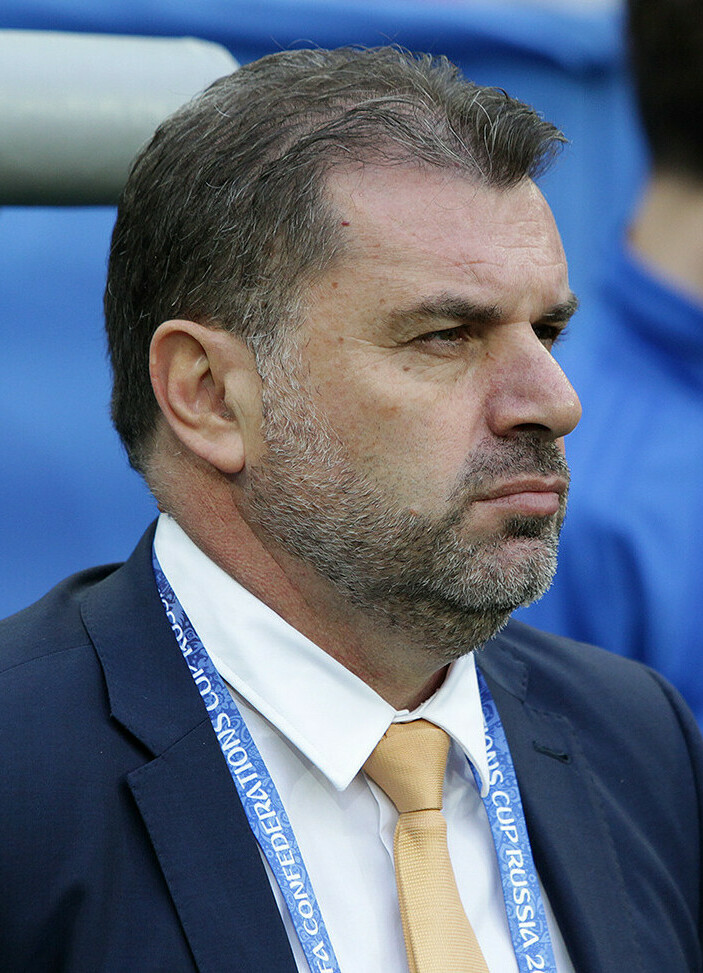
Ange Postecoglou

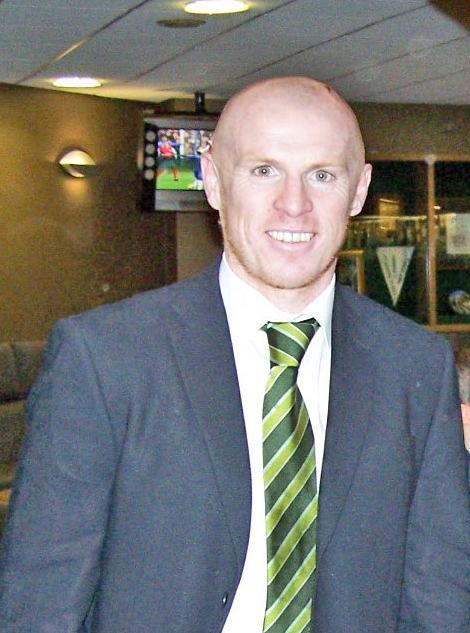
Neil Lennon

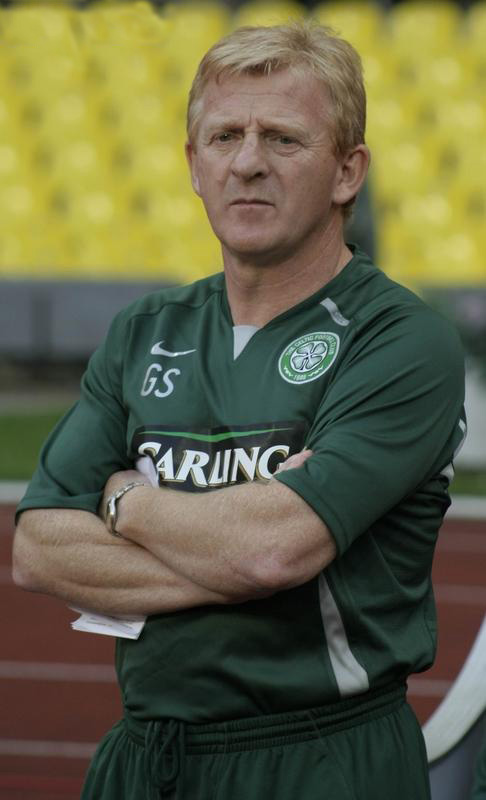
Gordon Strachan

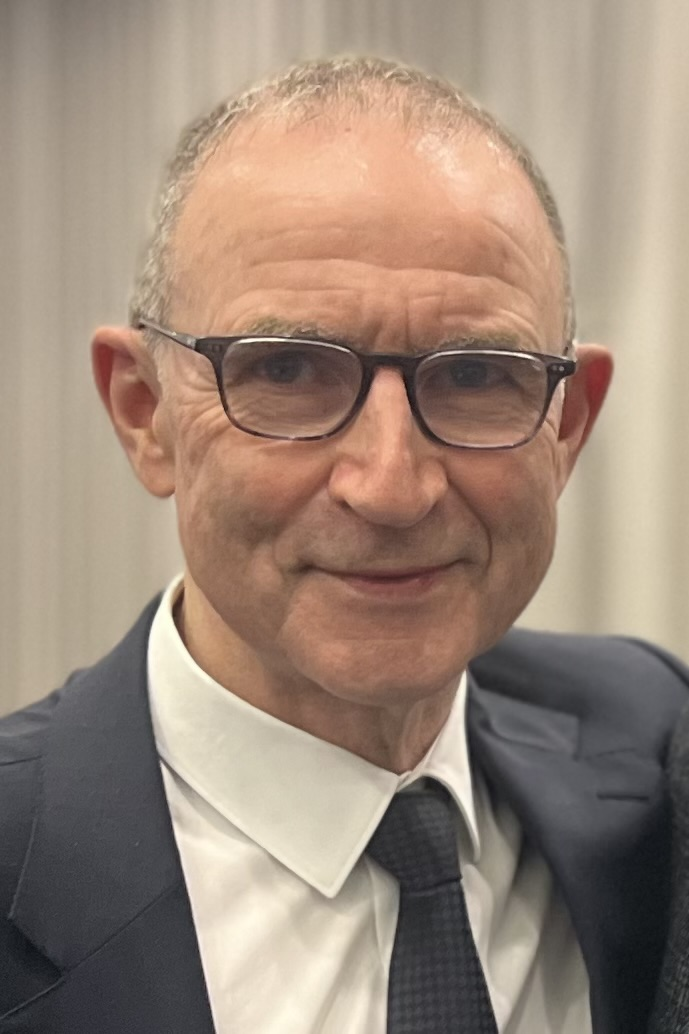
Martin O'Neill

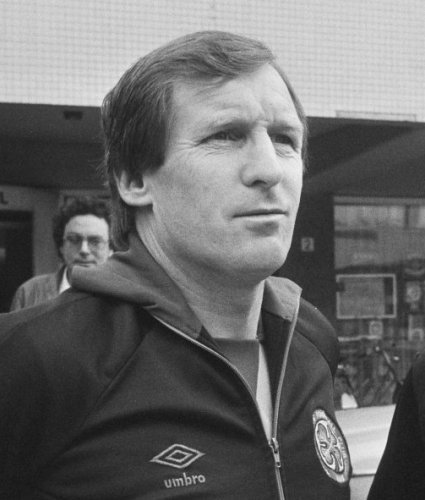
Billy McNeill

| Seizoen | Trainer(s)               | Prijzen                                                     |
| ------- | ------------------------ | ----------------------------------------------------------- |
| 2024/25 | Brendan Rodgers          | 0                                                           |
| 2023/24 | Brendan Rodgers          | Premiership, Scottish Cup                                   |
| 2022/23 | Ange Postecoglou         | Premiership, Scottish Cup, Scottish League Cup              |
| 2021/22 | Ange Postecoglou         | Premiership, Scottish League Cup                            |
| 2020/21 | John Kennedy (interim)   | 0                                                           |
| 2020/21 | Neil Lennon              | Scottish Cup                                                |
| 2019/20 | Neil Lennon              | Premiership, Scottish League Cup                            |
| 2018/19 | Neil Lennon              | Premiership, Scottish Cup                                   |
| 2018/19 | Brendan Rodgers          | Scottish League Cup                                         |
| 2017/18 | Brendan Rodgers          | Premiership, Scottish Cup, Scottish League Cup              |
| 2016/17 | Brendan Rodgers          | Premiership, Scottish Cup, Scottish League Cup              |
| 2015/16 | Ronny Deila              | Premiership                                                 |
| 2014/15 | Ronny Deila              | Premiership, Scottish League Cup                            |
| 2013/14 | Neil Lennon              | Premiership                                                 |
| 2012/13 | Neil Lennon              | Premiership, Scottish Cup                                   |
| 2011/12 | Neil Lennon              | Premiership                                                 |
| 2010/11 | Neil Lennon              | Scottish Cup                                                |
| 2009/10 | Neil Lennon              | 0                                                           |
| 2009/10 | Tony Mowbray             | 0                                                           |
| 2008/09 | Gordon Strachan          | Scottish League Cup                                         |
| 2007/08 | Gordon Strachan          | Premiership                                                 |
| 2006/07 | Gordon Strachan          | Premiership, Scottish Cup                                   |
| 2005/06 | Gordon Strachan          | Premiership, Scottish League Cup                            |
| 2004/05 | Martin O'Neill           | Scottish Cup                                                |
| 2003/04 | Martin O'Neill           | Premiership, Scottish Cup                                   |
| 2002/03 | Martin O'Neill           | 0                                                           |
| 2001/02 | Martin O'Neill           | Premiership                                                 |
| 2000/01 | Martin O'Neill           | Premiership, Scottish Cup, Scottish League Cup              |
| 1999/00 | Kenny Dalglish (interim) | Scottish League Cup                                         |
| 1999/00 | John Barnes              | 0                                                           |
| 1998/99 | Jozef Vengloš            | 0                                                           |
| 1997/98 | Wim Jansen               | Premiership, Scottish League Cup                            |
| 1996/97 | Billy Stark (interim)    | 0                                                           |
| 1996/97 | Tommy Burns              | 0                                                           |
| 1995/96 | Tommy Burns              | 0                                                           |
| 1994/95 | Tommy Burns              | Scottish Cup                                                |
| 1993/94 | Lou Macari               | 0                                                           |
| 1993/94 | Frank Connor (interim)   | 0                                                           |
| 1993/94 | Liam Brady               | 0                                                           |
| 1992/93 | Liam Brady               | 0                                                           |
| 1991/92 | Liam Brady               | 0                                                           |
| 1990/91 | Billy McNeill            | 0                                                           |
| 1989/90 | Billy McNeill            | 0                                                           |
| 1988/89 | Billy McNeill            | Scottish Cup                                                |
| 1987/88 | Billy McNeill            | Premiership, Scottish Cup                                   |
| 1986/87 | David Hay                | 0                                                           |
| 1985/86 | David Hay                | Premiership                                                 |
| 1984/85 | David Hay                | Scottish Cup                                                |
| 1983/84 | David Hay                | 0                                                           |
| 1982/83 | Billy McNeill            | Scottish League Cup                                         |
| 1981/82 | Billy McNeill            | Premiership                                                 |
| 1980/81 | Billy McNeill            | Premiership                                                 |
| 1979/80 | Billy McNeill            | Scottish Cup                                                |
| 1978/79 | Billy McNeill            | Premiership                                                 |
| 1977/78 | Jock Stein               | 0                                                           |
| 1976/77 | Jock Stein               | Premiership, Scottish Cup                                   |
| 1975/76 | Sean Fallon (interim)    |                                                             |
| 1974/75 | Jock Stein               | Scottish Cup, Scottish League Cup                           |
| 1973/74 | Jock Stein               | Premiership, Scottish Cup                                   |
| 1972/73 | Jock Stein               | Premiership                                                 |
| 1971/72 | Jock Stein               | Premiership, Scottish Cup                                   |
| 1970/71 | Jock Stein               | Premiership, Scottish Cup                                   |
| 1969/70 | Jock Stein               | Premiership, Scottish League Cup                            |
| 1968/69 | Jock Stein               | Premiership, Scottish Cup, Scottish League Cup              |
| 1967/68 | Jock Stein               | Premiership, Scottish League Cup                            |
| 1966/67 | Jock Stein               | Premiership, Scottish Cup, Scottish League Cup, Europacup I |
| 1965/66 | Jock Stein               | Premiership, Scottish League Cup                            |
| 1964/65 | Jock Stein               | Scottish Cup                                                |
| 1964/65 | Jimmy McGrory            | 0                                                           |
| 1963/64 | Jimmy McGrory            | 0                                                           |
| 1962/63 | Jimmy McGrory            | 0                                                           |
| 1961/62 | Jimmy McGrory            | 0                                                           |
| 1960/61 | Jimmy McGrory            | 0                                                           |
| 1959/60 | Jimmy McGrory            | 0                                                           |
| 1958/59 | Jimmy McGrory            | 0                                                           |
| 1957/58 | Jimmy McGrory            | Scottish League Cup                                         |
| 1956/57 | Jimmy McGrory            | Scottish League Cup                                         |
| 1955/56 | Jimmy McGrory            | 0                                                           |
| 1954/55 | Jimmy McGrory            | 0                                                           |
| 1953/54 | Jimmy McGrory            | Premiership, Scottish Cup                                   |
| 1952/53 | Jimmy McGrory            | 0                                                           |
| 1951/52 | Jimmy McGrory            | 0                                                           |
| 1950/51 | Jimmy McGrory            | Scottish Cup                                                |
| 1949/50 | Jimmy McGrory            | 0                                                           |
| 1948/49 | Jimmy McGrory            | 0                                                           |
| 1947/48 | Jimmy McGrory            | 0                                                           |
| 1946/47 | Jimmy McGrory            | 0                                                           |
| 1945/46 | Jimmy McGrory            | 0                                                           |
| 1944/45 | Jimmy McStay             | 0                                                           |
| 1943/44 | Jimmy McStay             | 0                                                           |
| 1942/43 | Jimmy McStay             | 0                                                           |
| 1941/42 | Jimmy McStay             | 0                                                           |
| 1940/41 | Jimmy McStay             | 0                                                           |
| 1940/41 | Willie Maley             | 0                                                           |
| 1939/40 | Willie Maley             | 0                                                           |
| 1938/39 | Willie Maley             | 0                                                           |
| 1937/38 | Willie Maley             | Premiership                                                 |
| 1936/37 | Willie Maley             | Scottish Cup                                                |
| 1935/36 | Willie Maley             | Premiership                                                 |
| 1934/35 | Willie Maley             | 0                                                           |
| 1933/34 | Willie Maley             | 0                                                           |
| 1932/33 | Willie Maley             | Scottish Cup                                                |
| 1931/32 | Willie Maley             | 0                                                           |
| 1930/31 | Willie Maley             | Scottish Cup                                                |
| 1929/30 | Willie Maley             | 0                                                           |
| 1928/29 | Willie Maley             | 0                                                           |
| 1927/28 | Willie Maley             | 0                                                           |
| 1926/27 | Willie Maley             | Scottish Cup                                                |
| 1925/26 | Willie Maley             | Premiership                                                 |
| 1924/25 | Willie Maley             | Scottish Cup                                                |
| 1923/24 | Willie Maley             | 0                                                           |
| 1922/23 | Willie Maley             | Scottish Cup                                                |
| 1921/22 | Willie Maley             | Premiership                                                 |
| 1920/21 | Willie Maley             | 0                                                           |
| 1919/20 | Willie Maley             | 0                                                           |
| 1918/19 | Willie Maley             | Premiership                                                 |
| 1917/18 | Willie Maley             | 0                                                           |
| 1916/17 | Willie Maley             | Premiership                                                 |
| 1915/16 | Willie Maley             | Premiership                                                 |
| 1914/15 | Willie Maley             | Premiership                                                 |
| 1913/14 | Willie Maley             | Premiership, Scottish Cup                                   |
| 1912/13 | Willie Maley             | 0                                                           |
| 1911/12 | Willie Maley             | Scottish Cup                                                |
| 1910/11 | Willie Maley             | Scottish Cup                                                |
| 1909/10 | Willie Maley             | Premiership                                                 |
| 1908/09 | Willie Maley             | Premiership                                                 |
| 1907/08 | Willie Maley             | Premiership, Scottish Cup                                   |
| 1906/07 | Willie Maley             | Premiership, Scottish Cup                                   |
| 1905/06 | Willie Maley             | Premiership                                                 |
| 1904/05 | Willie Maley             | Premiership                                                 |
| 1903/04 | Willie Maley             | Scottish Cup                                                |
| 1902/03 | Willie Maley             | 0                                                           |
| 1901/02 | Willie Maley             | 0                                                           |
| 1900/01 | Willie Maley             | 0                                                           |
| 1899/00 | Willie Maley             | Scottish Cup                                                |
| 1898/99 | Willie Maley             | Scottish Cup                                                |
| 1897/98 | Willie Maley             | Premiership                                                 |
| 1896/97 | Willie Maley             | 0                                                           |
| 1895/96 | Willie Maley             | Premiership                                                 |
| 1894/95 | Willie Maley             | 0                                                           |
| 1893/94 | Willie Maley             | Premiership                                                 |
| 1892/93 | Willie Maley             | Premiership                                                 |
| 1891/92 | Willie Maley             | Scottish Cup                                                |
| 1890/91 | Willie Maley             | 0                                                           |
| 1889/90 | Willie Maley             | 0                                                           |
| 1888/89 | Willie Maley             | 0                                                           |
| 1887/88 | Willie Maley             | 0                                                           |